# West Web Festival
Le West Web Festival est un festival se déroulant pendant deux jours en juillet à Carhaix-Plouguer, dans le Finistère, centré sur l'économie numérique. Il est associé au festival des Vieilles Charrues et organise un concours national de start-up.

## Historique
En 2014, trois entrepreneurs bretons, Ronan Le Moal, Charles Cabillic et Sébastien Le Corfec, fondateurs en 2012 de la West Web Valley, créent un festival autour de l'économie numérique pendant le festival des Vieilles Charrues, à Carhaix-Plouguer. Le concept se base sur le modèle du SXSW (South by Southwest) d'Austin (Texas), alliant festival de musique, conférences d'entrepreneurs et médias interactifs. Lors des tables rondes, conférences (masterclasse) et ateliers (« Digital Room »), un sujet fil rouge dans la thématique du digital est discuté durant deux jours.
Chaque année, un prix est attribué à une start-up en compétition durant le festival (appelé « coupe de France de la French Tech » depuis 2018) après les phases de poules qui ont lieu dans toute la France avec l’appui de la French Tech. Les entrepreneurs présentent leur concept sous forme de pitch et deux startups se font face sur des problématiques précises durant les rounds. Les personnalités invitées occupent également un rôle d'arbitre lors des « battles » afin de choisir la start-up du Next40 qui remporte un voyage dans la Silicon Valley.

### Liste des éditions
- La première édition se déroule les 17 et 18 juillet 2014[11]. Laurent Solly, Michael Goldman, Frédéric Mazzella, Jean-David Chamboredon, Catherine Barba, Erwann Menthéour, Alice Zagury sont intervenus sur scène ; le thème choisi est la désintoxication numérique[12]. NDMAC Systems est la première entreprise primée pour sa tireuse à bière connectée[13].
- L'édition 2015 se déroule les 15 et 16 juillet en présence de 3 000 personnes[14]. Cashway remporte la startup battle[15]. Parmi les professionnels invités à se produire au centre de congrès :  Simon Baldeyrou (Deezer), Alexandre Molla (Uber), Marie Ekeland, Xavier Court & Ilan Benhaim (Vente privée), Pierre Kosciusko-Morizet, Anne Lauvergeon, Celine Lazorthes (Leetchi), Alexandre Malsh[16],[17].
- La troisième édition a lieu les 14 et 15 juillet 2016[18], avec à l'affiche : Antoine Jouteau (Le Bon Coin)[19], Sebastien Bazin (Accor), Ludovic Le Moan (Sigfox), Erwan Menard, Pierre Kosciusko-Morizet, Celine Lazorthes, Frederic Mazzella, Catherine Barba, Laurent Solly[20],[21]. La participation d'Emmanuel Macron est annoncée pour la remise des prix[22], afin de récompenser les startups parmi les 1 000 inscrites au départ[23]. La start-up nantaise LiveMon gagne la start-up battle[24].
- L'édition 2017 se déroule les 13 et 14 juillet[25], avec François Bracq (Google), Anne-Sophie Frenove (AirBnb), Jean-David Chamboredon (ISAI), Gaël Duval, Alain Dinin (Nexity), Michel-Edouard Leclerc (E.Leclerc), Loïg Chesnais-Girard (Président de la région Bretagne), Stanislas Niox-Chateau (Doctolib)[26]. La start-up Frigo Magic remporte la compétition[27], avec une finale arbitrée par Axelle Lemaire (ex-secrétaire d'État chargée du numérique)[10]. En amont du festival, une première édition des « West Web Awards » est organisée[28].
- L'édition 2018 a lieu les 19 et 20 juillet[29]. 500 personnes par jour y participent et 27 000 internautes assistent à la retransmission vidéo[5]. Les représentants de la région Bretagne, dont son président, y rencontrent Éric Léandri, le patron de Qwant, et la Région décide quelques mois plus tard de choisir le moteur de recherche français[30].
- Le festival 2019 donne la parole à Damien Viel (Twitter France), Emmanuel Grenier, Guillaume Gibault (Slip Français),  Pascal Lorne (Gojob), Guillain Borde (UberEats), Thierry Petit, Marie Ekeland[31]. André Manoukian et son entreprise Muzeek présentent leur premier album composé avec l’aide de l’intelligence artificielle[32].
- L'édition 2020 et 2021 sont reportés à 2022 en raison de la pandémie de coronavirus[33].
- Le festival 2022 se déroule les 14 et 15 juillet 2022 avec Jean-Noël Barrot (ministre délégué chargé de la Transition numérique et des Télécommunications), Lucie Basch (Too Good To Go), Melissa Simoni (Twitch), Jérôme Marty (Waze), Georges Yates (Back Market), Laurent Bainier (20 minutes) [34]. La start-up Wiink remporte le startup tremplin [35].

## Informations juridiques et économiques
La société d'accélération du transfert de technologies West Web Valley est l'organisatrice du West Web Festival. Quelques-uns des projets incubés par West Web Valley sont présentés durant le festival, permettant à de jeunes entrepreneurs de rencontrer des professionnels expérimentés. Le budget du festival est de 250 000 euros. L'accès du public au festival requiert l'achat d'un ticket, dont le prix était en 2019 de 205 euros pour une journée. Il permet d'assister le soir aux concerts du festival des Vieilles Charrues, qui accueille des grands noms de la scène musicale. Le festival a donné naissance à 200 emplois directs dans le numérique dans le Finistère entre 2017 et 2019.